# هارمونیا ۴۰
سیارک ۴۰ (به انگلیسی: 40 Harmonia) چهلمین سیارک کشف شده‌است که در ۳۱ مارس ۱۸۵۶ و در پاریس کشف شد.
قدر مطلق سیارک برابر ۷٫۰۰ است.